# Lars Olof Torstensson
Lars Olof Torstensson, född den 28 februari 1927, död 30 november 2019, var en svensk arkitekt.
Han utbildades vid Högre konstindustriella Skolan i Stockholm, med examen 1954. Han tog arkitektexamen vid Kungliga tekniska högskolan 1964.
Han var anställd vid Uhlin & Malm Arkitektkontor AB innan han startade egen verksamhet.

## Verk i urval
- Åkersberga kyrka (1971)
- Edsbergskyrkan, Sollentuna (1972)
- Sankt Petri kyrka, Eskilstuna (1974)
- Maria kyrka,  Järfälla (1981)
- Missionskyrkan i Skara
- Famnen, Bromma (1984-1986)
- S:t Andreas kyrka, Eskilstuna (1988)
- S:t Ansgars kyrka, Bromma (planerat ny inredning)
- Engelbrektskyrkan, Stockholm (renovering 1992-1993)
- Engelbrektskyrkan, Stockholm (utformning av kapell 1993)

## Bilder

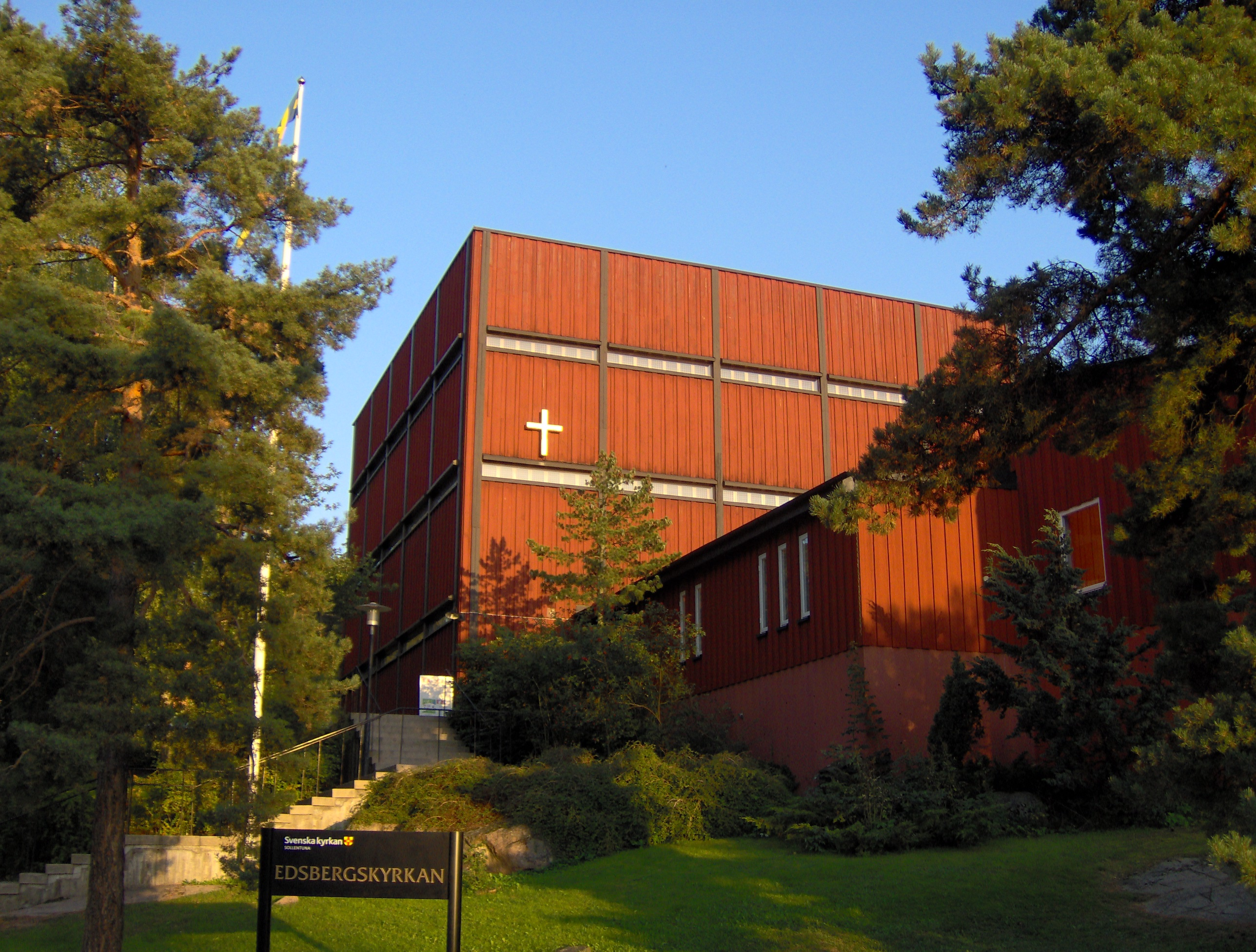
Edsbergskyrkan
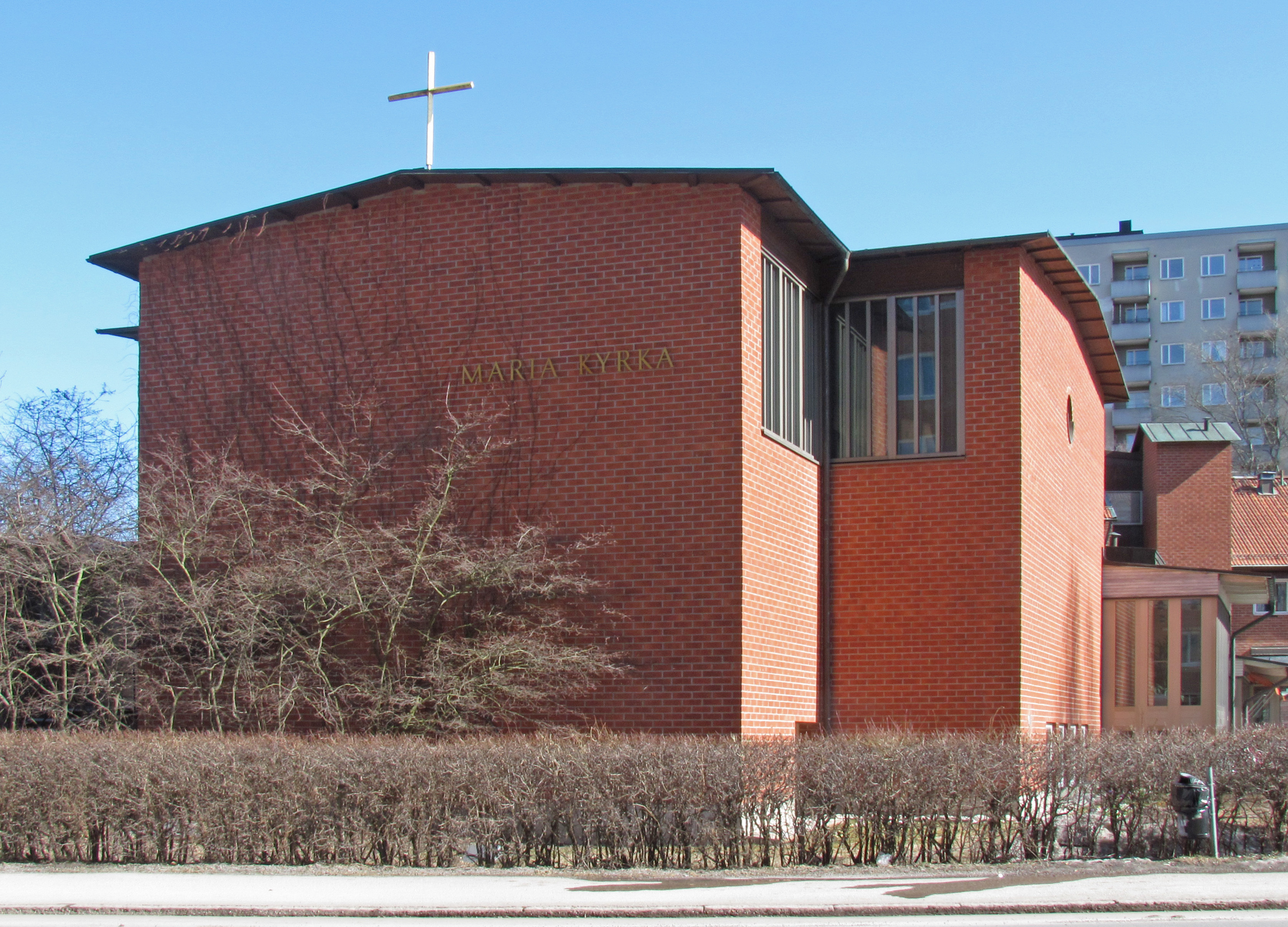
Maria kyrka
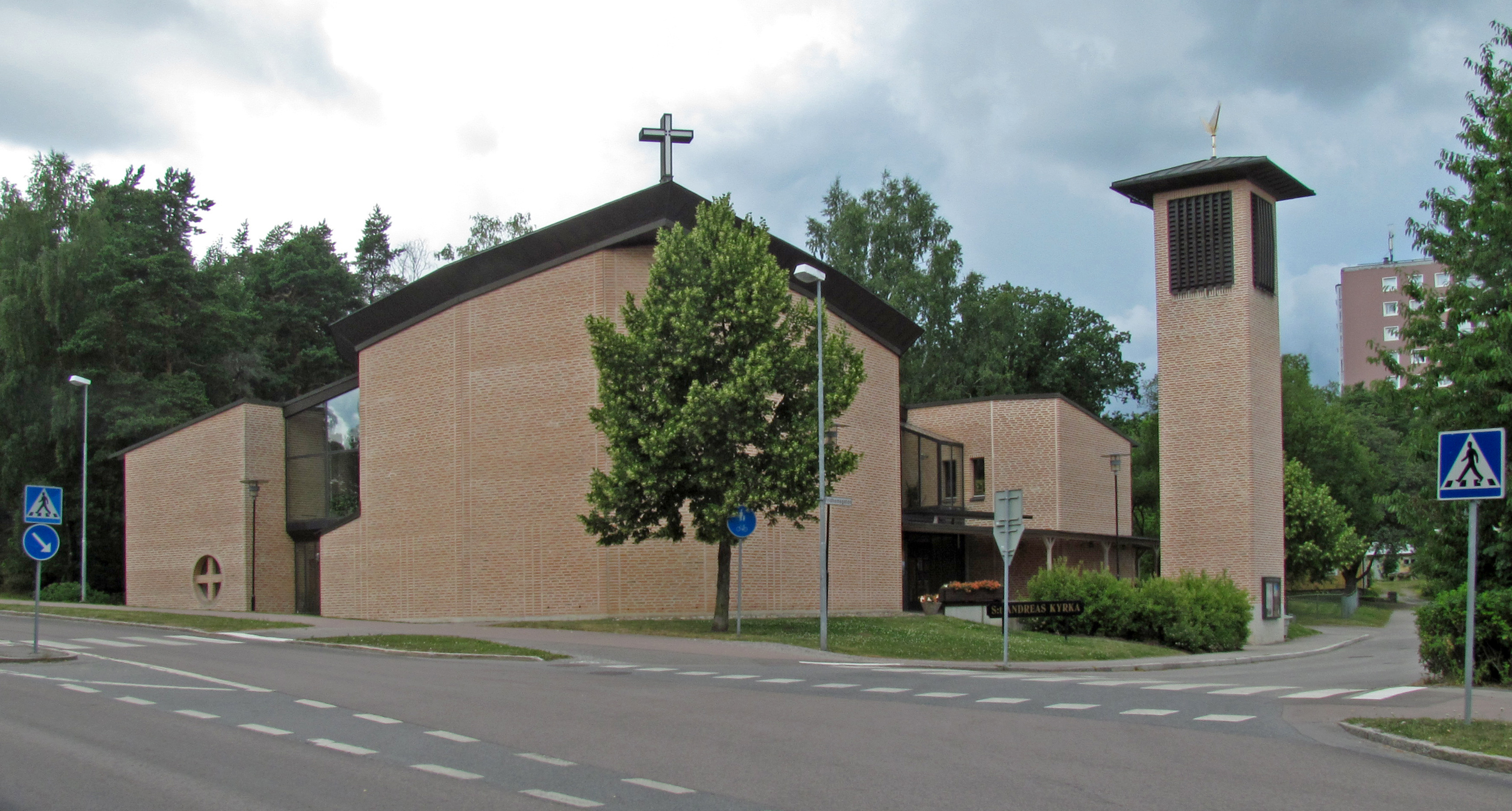
Sankt Andreas kyrka
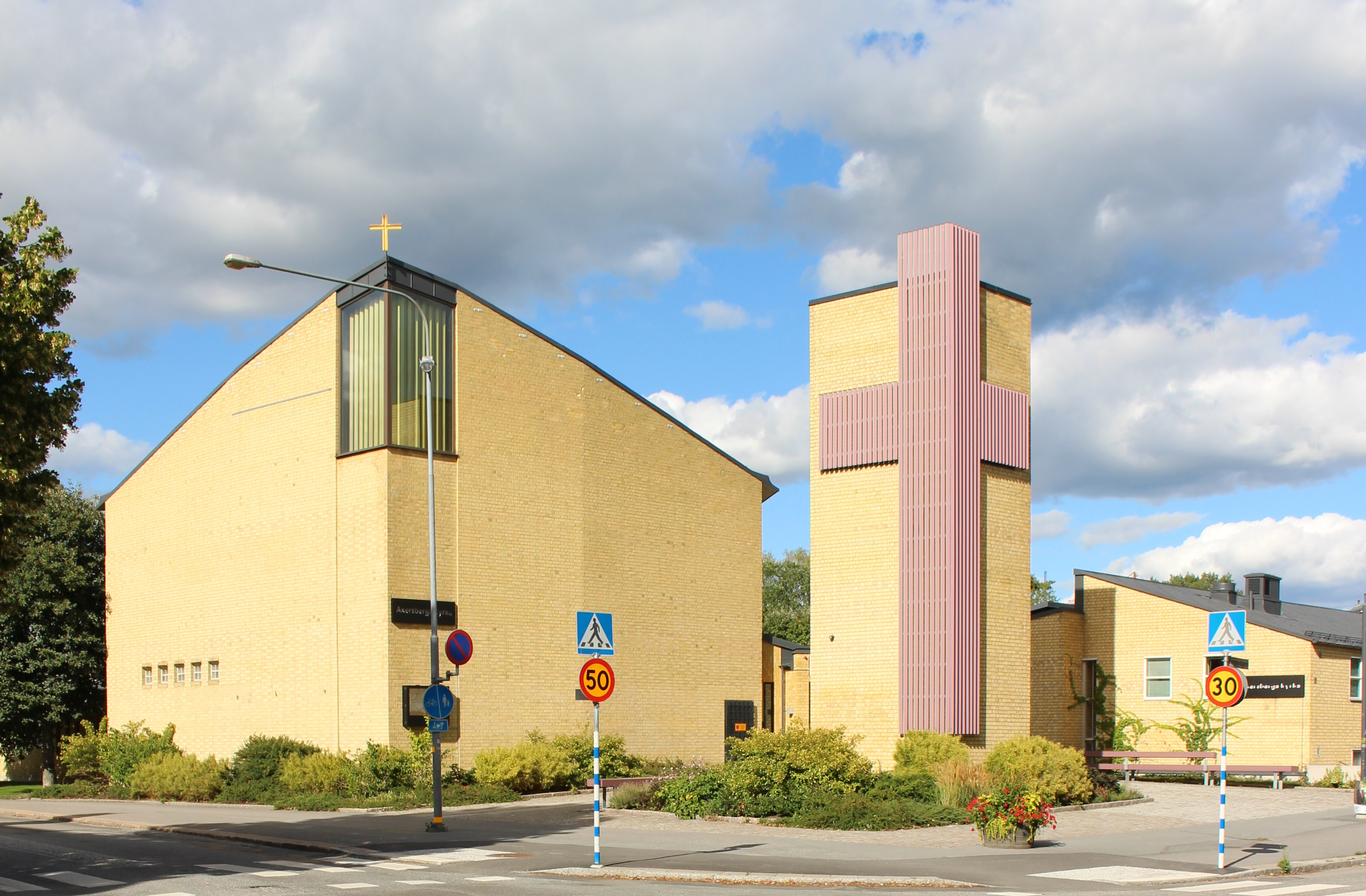
Åkersberga kyrka